# Суйгецу
Суйгецу (яп. 水月湖 суйгэцу-ко) — небольшое тектоническое озеро в Японии (префектура Фукуи) на острове Хонсю.
Озеро расположено в префектуре Фукуи, вблизи города Вакаса, недалеко от побережья Японского моря. Начиная с 1993 года исследуется учёными, так как имеет такие отложения ила, по которым, как и по кольцам деревьев, можно судить о климате прошлого.
Суйгецу является частью системы озёр, имеющей название «Пять озёр Микаты», являясь крупнейшим из них. Озеро Суйгецу получает незначительный приток воды через мелководный канал из соседнего озера Миката (яп. 三方湖) (бассейн реки Хасу (яп. 鰣川)) и имеет небольшой отток воды в залив Вакаса Японского моря. Озеро окружено холмами высотой до 400 метров.
Каждый год дно озера Суйгецу покрывается тонким слоем из светлых диатомовых водорослей, на который позже накладывается более тёмный слой донных отложений, а так как вода на дне озера отличается спокойствием и отсутствием кислорода, то такие слои остаются не потревоженными и накапливаются в течение многих десятков тысячелетий, сохраняя память о каждом годе, подобно тому, как она сохраняется в годовых кольцах деревьев. Сравнение отложений на дне японского озера Суйгецу за период с 12 до 40 тысяч лет назад с информацией, полученной дендрохронологами при анализе древесных колец, привело к внесению поправок в значения, сдвинувших данные на 300—400 лет. Предполагалось, что в конце 2012 года новый калибровочный стандарт радоуглеродного анализа, основанный на данных озера Суйгецу, заменит действующий под названием IntCal09, но этого не произошло. Результаты работы с уточнённой калибровкой радиоуглеродного анализа за период с 12 593 по 52 800 лет назад были опубликованы в 2012 году в журнале Science.